# Tresana
Tresana là một đô thị ở tỉnh Massa-Carrara trong vùng Toscana, tọa lạc khoảng 120 km về phía tây bắc của Florence và khoảng 25 km về phía tây bắc của Massa. Tại thời điểm ngày 31 tháng 12 năm 2004, đô thị này có dân số 2.056 người và diện tích là 44 km².
Tresana giáp các đô thị sau: Bolano, Calice al Cornoviglio, Licciana Nardi, Mulazzo, Podenzana, Villafranca in Lunigiana.